# Сенная площадь (Екатеринбург)

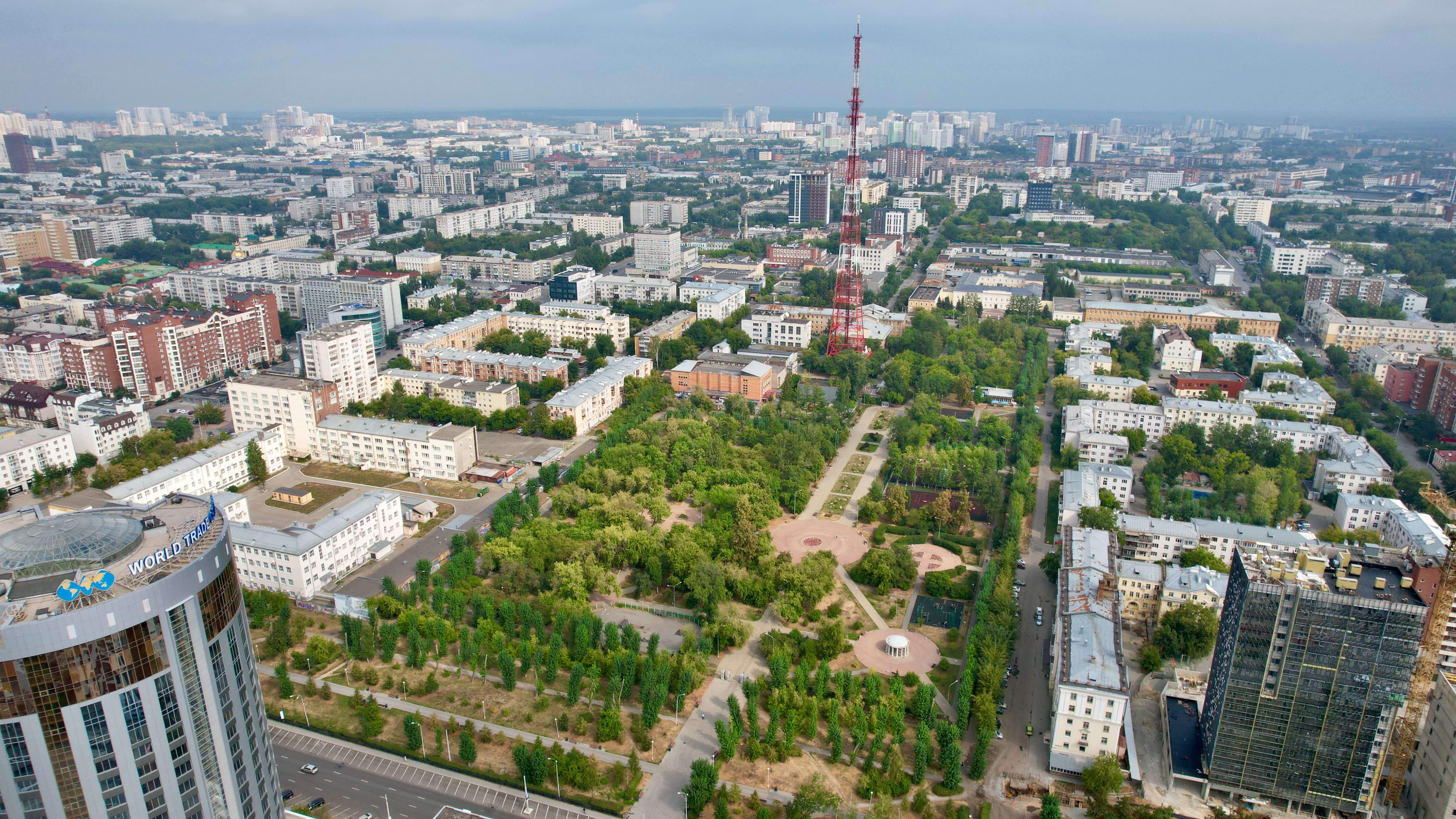
Вид с высоты на застроенную территорию площади, в центре Парк имени Павлика Морозова

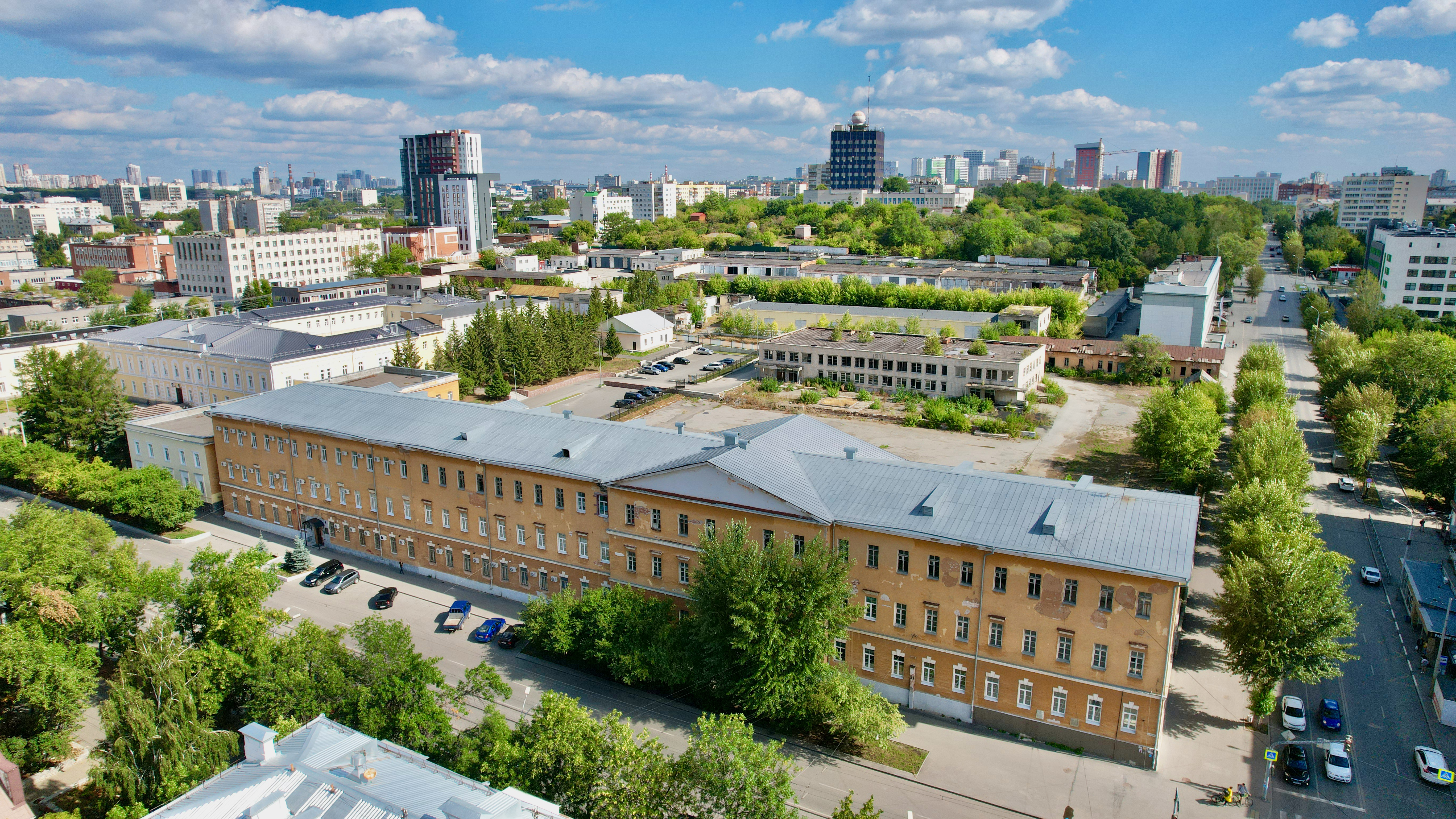
Комплекс зданий бывших Оровайских казарм (ул. Луначарского, 215) — восточная граница бывшей площади

Сенная площадь (также Конная, с 1919 года — Площадь Первого Мая) была самой крупной площадью Екатеринбурга и располагалась в квадрате современных улиц Декабристов, Куйбышева, Белинского и Луначарского. В 1930-х годах застроена.
Пространство будущей площади оконтурено на плане 1804 года, первые застройки отмечены на плане 1829 года. Топоним Сенная площадь уже присутствует на карте Екатеринбурга, датируемой 1856 годом. Название площади было дано по исполняемой ей функции: на площадь из прилегающих к Екатеринбургу деревень и посёлков свозилось для продажи сено. Площадь представляла собой пустырь квадратной формы, на котором стояло несколько крытых навесов для сена. Территория, занимаемая площадью, достигала 50 тыс. квадратных саженей. Также площадь выполняла функции плаца 195-го Оровайского полка, занимавшего близлежащие здания казарм. В 1889 году площадь имела длину и ширину около 245 саженей.
В дореволюционные годы на площади с 20 июня по 1 июля ежегодно проводилась Петровская ярмарка, воспоминания о которой запечатлел П. П. Бажов.
На двадцати гектарах площади во время ярмарки было тесно. Было удивительно, как в этой тесноте ухитрялись пробовать лошадей, которые до того не знали узды…П. П. Бажов, 
В 1910—1912 годах в её северо-восточном углу (ул. Луначарского, 210) было построено здание начальной школы (двухэтажное, из красного кирпича), которое сохранилось вплоть до настоящего времени (на 2010 год).
В 1917 году торговля сеном на площади прекратилась, а в 1919 году она была переименована и получила название Площадь им. Первого Мая или Первомайская. Её сделали главной площадью города: выстроили на ней дощатую трибуну, мимо которой шли демонстрации 1 Мая и 7 Ноября. В январе 1924 года на площади прошёл митинг, посвящённый кончине В. И. Ленина, последняя массовая акция (до начала застройки) прошла на площади в ноябре 1927 года в честь 10-летия Октябрьской революции. Площадь служила местом военно-строевых учений конногвардейских отрядов, отрядов всевобуча и первых воинских подразделений Красной Армии; на ней проходили спортивные соревнования, имелось футбольное поле (без трибун).
Первые попытки застройки площади относятся к 1927 году, когда городские власти выделили средства на строительство пожарного депо. В итоге депо решили строить западнее площади. Началу застройки площади в 1928 году способствовало обострение ситуации с нехваткой жилья для работников близлежащей ткацкой фабрики им. Ленина. Первыми на её территории (фасадом на улицу Декабристов) построили четырёхэтажные Третий (сдан в 1929 году) и Шестой (1933) дома Горсовета. При проектировании и строительстве этих домов архитектор С. В. Домбровский впервые на Урале использовал типовой проект зданий с секционной структурой, что позволило сократить стоимость и сроки возведения. По примеру других жилых комбинатов Свердловска, отличавшихся определённой автономностью быта, дома Горсовета на Сенной были оборудованы собственной котельной, в домах располагались почта, отделение банка, библиотека, красный уголок, общежитие, детский сад, вытрезвитель, несколько кружков. Жильё пользовалось спросом у горожан из-за близости к транспортным магистралям: в 1925 году были запущены рейсовые автобусы по улице Декабристов и Сибирскому проспекту, а в 1930 году по восточной границе площади — Васенцовской улице — проложили трамвайную линию. В 1930 году на ней появилось здание промышленно-экономического техникума и корпус фабрично-заводской семилетки (в настоящее время в нём располагаются несколько факультетов УрГУ), а между этими зданиями был разбит городской парк им. Павлика Морозова.
В 1945 году по западной границе бывшей площади (вдоль улицы Белинского) вернувшиеся с фронтов Великой Отечественной войны студенты УрГУ заложили аллею тополей в память о тех, кто не вернулся с войны. В 1965 году на остававшейся до этого незастроенной восточной части площади возвели 192-метровую телевизионную вышку и здание современной Свердловской государственной телерадиокомпании.